# Distretto di Yang Chum Noi
Il distretto di Yang Chum Noi (in thailandese: ยางชุมน้อย) è un distretto (amphoe) della Thailandia, situato nella provincia di Sisaket.